# Andrian-Sirojea Mihei
Andrian-Sirojea Mihei (n. 6 decembrie 1956, Tulcea) este un politician român, membru al Parlamentului României, deputat în legislatura 2004-2008. 

## Biografie
|  | Profesor universitar Dr. Clc. Andrian Sirojea MIHEI Academia Navală „Mircea cel Bătrân”, Constanța |

Absolvent în anul 1979 al Institutului de Marină „Mircea cel Bătrân”, Facultatea Marina Civilă, specializarea Navigație,  a obținut titlul de master în „Optimizarea transporturilor navale” în anul 2000 la  Academia Navală  “Mircea cel Bătrân”. Din anul 2010 este doctor în  „Științe militare  și informații” în cadrul Universității  Naționale  de Apărare “Carol I”. A absolvit cursurile postuniversitare “Securitate și apărare națională“ la Colegiului Național de Apărare, cursuri de specializare în “Managementul afacerilor firmei și dezvoltarea abilităților manageriale” la Institutul Român de Management, “Introduction To Electronic Data Interchange” – (EDI) ; “Port Management Information System” – (PORTMIS) ; “Management Principles” organizate de United Nations Conferance on Trade and Development, “Port Modernization : A Pyramid Of Interrelated Challenges” organizat de United Nations Economic Commission for Latin America and the Caribbean, “Auditor/Lead Auditor Trainning For Quality Management System Incorporating The International Safety Management Code For The Safe Operation Of The Ships And Pollution Prevention”  organizat de Stebbing and Partners International și Feriby Marine.
Actualmente este profesor universitar titular la disciplinele “Securitatea în transportul naval”, “Managementul echipei de cart”, “Managementul siguranței în operarea navei”, “Siguranța navei în utilizarea ARPA” și “Leadership” la Departamentul Navigație și Transport maritim și fluvial, al Facultății de Navigație și Management Naval. Este autor și coautor a numeroase articole, cărți și studii în domeniile de expertiză: securitatea transporturilor navale, optimizarea transporturilor navale și leadership.  Deține premiul Viceamiral Ioan Bălănescu în domeniul teorie și artă militară navală pentru cartea “Terorismul maritim mit și realitate”, acordat de Clubul Amiralilor. A scris două cărți ca autor și cinci cărți în calitate de coautor și peste treizeci de articole publicate în reviste științifice sau lucrări la conferințe și simpozioane naționale și internaționale. A condus trei proiecte de cercetare-dezvoltare și a fost membru in colectivele a trei proiecte. 
Este membru al următoarelor organizații: Vicepreședinte al Camerei de Comerț, Industrie, Navigație și Agricultură  Constanța – Președinte secțiunea Transporturi, Președinte al Asociației Române pentru Securitate Maritimă, Membru de onoare al Asociației Relevment (Asociația căpitanilor de port). Pe parcursul carierei profesionale a ocupat mai multe funcții și demnități precum: Președinte al Senatului Academiei Navale „Mircea cel Bătrân”, Director General și Președinte al Consiliului de Conducere al Autorității Navale Române, Deputat în Parlamentul Românei, Membru al Comisiei pentru Industrii și Servicii, Vicepreședinte al Comitetului Afacerilor Economice, Comerciale, Tehnologice și de Mediu, în Adunarea Parlamentară  de Cooperare Economică  la Marea Neagră  (PABSEC) și Raportor al PABSEC-ului  pentru “Cooperarea în lupta împotriva crimei economice în regiunea Marii Negre ”, Președinte al Asociației Armatorilor din România și Membru în comitetul de bunăstare a navigatorilor, Vicepreședinte al Asociației Agenților și Brokerilor Maritimi din România și Vicepreședinte al Ligii Navale  Române, filiala Constanța, Redactor șef adjunct al revistei ‘’Crima Organizată și Terorismul Azi’’, Membru: Asociația de Sudii și Cercetari ale Terorismului din România, The Nautical Institute Londra și The Navy League USA – filiala Constanța. 
Comandant de lungă cursă din 1986 a pus bazele primelor societăți private în domeniul transporturilor maritime, fiind primul armator privat român de după 1989, cu o vasta experiență în managemetul maritim, fluvial și portuar.